# Alsasko-lotrinská republika rad
Alsasko-lotrinská republika rad (francouzsky République des conseils d'Alsace-Lorraine, německy Räterepublik Elsaß-Lothringen, alsasky D' Rotrepüblik Elsass-Lothrìnge, lucembursky D'Réitrepublik Elsass-Loutrengen) byla krátkodobý státní útvar, který vznikl v oblasti říšské země Alsaska-Lotrinska po první světové válce.

## Historie

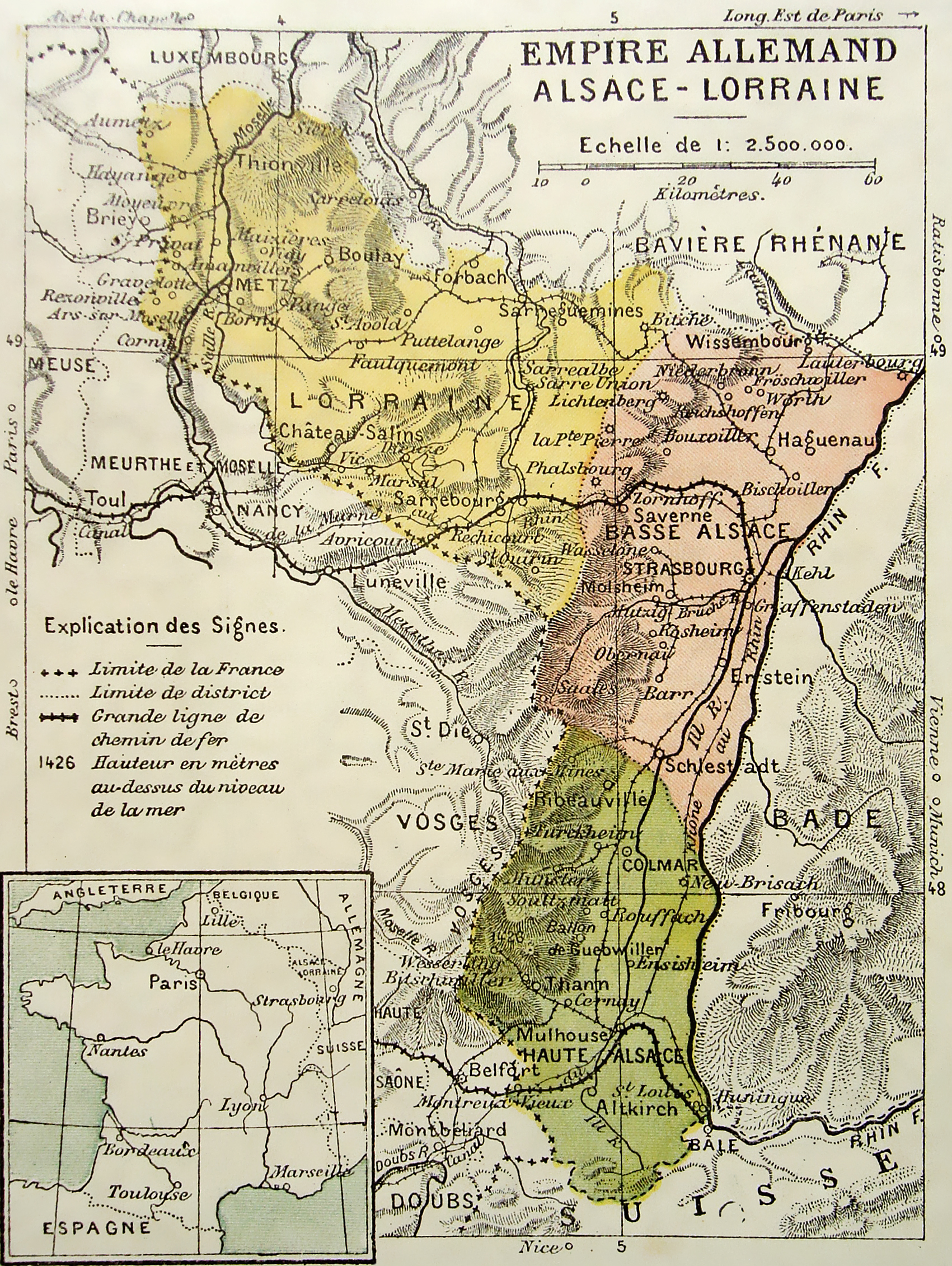
Historická mapa říšské země Alsasko-Lotrinsko

Na konci první světové války bylo Německé císařství připraveno akceptovat mírové podmínky Dohody. Velení německého loďstva se vzbouřilo proti vládě a vydalo rozkaz k útoku na britské loďstvo. Námořníci, kteří se shromáždili v Kielu, se postavili na stranu vlády a s pomocí dělníků a odborů převzali kontrolu nad přístavem. Revoluce se v Německu velmi rychle šířila.
V té době v německém loďstvu sloužilo zhruba 15 000 námořníků z Alsaska a Lotrinska. Do Štrasburku dorazili 9. listopadu 1918, den po vyhlášení republiky v Mnichově. Podporováni demonstranty, toužícími po připojení Alsaska a Lotrinska k Francii[zdroj?], vytvořili společně se sociálně-demokratickými dělníky Radu dělníků a vojáků v čele s odborovým tajemníkem pivovarů Rebholzem a následující den převzali vládu ve městě.
Ze Štrasburku se revoluce rozšířila do mnohých částí Alsaska a Lotrinska (rady byly zřízeny i v městech Haguenau, Mylhúzy, Metz, Sélestat, Colmar, Schiltigheim, Bischwiller, Molsheim, Erstein a Saverne). Byla vyhlášena amnestie, svoboda tisku, zrušena cenzury pošty, zavedena svoboda shromažďování, byly zvýšeny dělnické mzdy.
Předseda sociálně-demokratické strany ve Štrasburku, Jacques Peirotes, požádal vedení francouzské armády, aby převzala kontrolu nad Alsaskem a Lotrinskem. Francouzští vojáci obsadili Štrasburk 22. listopadu 1918, obklíčili sídlo rady a vyzvali ji k rozchodu. Na to rada vyhlásila, že již splnila svou úlohu a ukončila činnost. Všechny demokratické reformy byly okamžitě zrušeny.